# TiddlyWiki
TiddlyWiki è un'applicazione progettata per essere utilizzata come quaderno personale. Ideata da Jeremy Ruston, è un file HTML che include il codice CSS e JavaScript. Quando l'utente scarica l'applicazione per il proprio PC, TiddlyWiki salva le informazioni inserite dall'individuo sovrascrivendole sul disco dell'utente, su richiesta di quest'ultimo. Gli utenti possono fare una nuova voce, chiamata tiddler, nella loro copia locale del file TiddlyWiki e conservarla per riferimenti futuri. Tiddlers esistenti possono anche essere modificati o cancellati nello stesso modo. Poiché funziona nella maggior parte dei browser e non richiede installazione, può essere facilmente utilizzato come un wiki portatile personale.
TiddlyWiki è stato pubblicato da UnaMesa - un'associazione senza scopo di lucro - sotto una licenza open source BSD ed è quindi liberamente disponibile.
Jeremy Ruston lo descrive come sperimentale, e in questo spirito molti hanno usato il file originale HTML per creare adattamenti TiddlyWiki. Questi rientrano in due categorie generali: quelli che conservano il lato client per la scrittura indipendente dal browser (stand-alone), e quelli che aggiungono file server-side per abilitare la scrittura in locale, che rendono TiddlyWiki più simile a un wiki tradizionale. Link a entrambi i tipi di adattamenti sono disponibili sul sito ufficiale di TiddlyWiki (per le versioni server-side, selezionare il link relativo alle "Opzioni avanzate di download")
.
Adattamenti TiddlyWiki tipicamente aggiungono funzionalità che non erano originariamente immaginate da Ruston, e alcune di queste funzionalità sono state incluse nelle versioni più recenti di TiddlyWiki.